# Spenglerův pohár 1994
68. ročník Spenglerova poháru se uskutečnil od 26. do 31. prosince 1994. Všechny zápasy se hrály v hale Vailant Areně v Davosu. Vítězem se stal tým Färjestad BK.

## Účastníci
- Kanada – tým složený z Kanaďanů hrajících v Evropě
- HC Davos – hostitel
- Traktor Čeljabinsk
- IFK Helsinky
- Färjestad BK

## Základní část

### Tabulka
| Tým                | Z | V | P | VG | IG | B |
| ------------------ | - | - | - | -- | -- | - |
| Färjestad BK       | 4 | 3 | 1 | 19 | 13 | 6 |
| HC Davos           | 4 | 3 | 1 | 21 | 12 | 6 |
| Kanada             | 4 | 2 | 2 | 10 | 15 | 4 |
| Traktor Čeljabinsk | 4 | 1 | 3 | 8  | 11 | 2 |
| IFK Helsinky       | 4 | 1 | 3 | 16 | 23 | 2 |

### Zápasy
| 26. prosince 1994 | HC Davos | 3–8             | Färjestad BK | Vaillant Arena |
|                   | HC Davos | (0:3, 1:1, 2:4) | Färjestad BK |                |

| Souhrn zápasu | Souhrn zápasu | Souhrn zápasu | Souhrn zápasu | Souhrn zápasu |
| ------------- | ------------- | ------------- | ------------- | ------------- |
|               |               |               |               |               |

| 26. prosince 1994 | Kanada | 2–1             | Traktor Čeljabinsk | Vaillant Arena |
|                   | Kanada | (2:0, 0:0, 0:1) | Traktor Čeljabinsk |                |

| Souhrn zápasu | Souhrn zápasu | Souhrn zápasu | Souhrn zápasu | Souhrn zápasu |
| ------------- | ------------- | ------------- | ------------- | ------------- |
|               |               |               |               |               |

| 27. prosince 1994 | Traktor Čeljabinsk | 1–4             | HC Davos | Vaillant Arena |
|                   | Traktor Čeljabinsk | (1:2, 0:1, 0:1) | HC Davos |                |

| Souhrn zápasu | Souhrn zápasu | Souhrn zápasu | Souhrn zápasu | Souhrn zápasu |
| ------------- | ------------- | ------------- | ------------- | ------------- |
|               |               |               |               |               |

| 27. prosince 1994 | IFK Helsinky | 5–6             | Kanada | Vaillant Arena |
|                   | IFK Helsinky | (2:2, 0:1, 3:3) | Kanada |                |

| Souhrn zápasu | Souhrn zápasu | Souhrn zápasu | Souhrn zápasu | Souhrn zápasu |
| ------------- | ------------- | ------------- | ------------- | ------------- |
|               |               |               |               |               |

| 28. prosince 1994 | Färjestad BK | 3–2 po sam.     | Traktor Čeljabinsk | Vaillant Arena |
|                   | Färjestad BK | (2:1, 0:0, 0:1) | Traktor Čeljabinsk |                |

| Souhrn zápasu | Souhrn zápasu | Souhrn zápasu | Souhrn zápasu | Souhrn zápasu |
| ------------- | ------------- | ------------- | ------------- | ------------- |
|               |               |               |               |               |

| 28. prosince 1994 | HC Davos | 8–3             | IFK Helsinky | Vaillant Arena |
|                   | HC Davos | (4:1, 1:0, 2:3) | IFK Helsinky |                |

| Souhrn zápasu | Souhrn zápasu | Souhrn zápasu | Souhrn zápasu | Souhrn zápasu |
| ------------- | ------------- | ------------- | ------------- | ------------- |
|               |               |               |               |               |

| 29. prosince 1994 | Traktor Čeljabinsk | 4–2             | IFK Helsinky | Vaillant Arena |
|                   | Traktor Čeljabinsk | (1:1, 1:0, 2:1) | IFK Helsinky |                |

| Souhrn zápasu | Souhrn zápasu | Souhrn zápasu | Souhrn zápasu | Souhrn zápasu |
| ------------- | ------------- | ------------- | ------------- | ------------- |
|               |               |               |               |               |

| 29. prosince 1994 | Färjestad BK | 3–2 po prod.         | Kanada | Vaillant Arena |
|                   | Färjestad BK | (1:1, 0:1, 1:0, 1:0) | Kanada |                |

| Souhrn zápasu | Souhrn zápasu | Souhrn zápasu | Souhrn zápasu | Souhrn zápasu |
| ------------- | ------------- | ------------- | ------------- | ------------- |
|               |               |               |               |               |

| 30. prosince 1994 | IFK Helsinky | 6–5 po prod.         | Färjestad BK | Vaillant Arena |
|                   | IFK Helsinky | (2:3, 1:1, 2:1, 1:0) | Färjestad BK |                |

| Souhrn zápasu | Souhrn zápasu | Souhrn zápasu | Souhrn zápasu | Souhrn zápasu |
| ------------- | ------------- | ------------- | ------------- | ------------- |
|               |               |               |               |               |

| 30. prosince 1994 | Kanada | 0–6             | HC Davos | Vaillant Arena |
|                   | Kanada | (0:2, 0:2, 0:2) | HC Davos |                |

| Souhrn zápasu | Souhrn zápasu | Souhrn zápasu | Souhrn zápasu | Souhrn zápasu |
| ------------- | ------------- | ------------- | ------------- | ------------- |
|               |               |               |               |               |

## Finále
| 31. prosince 1994 12:00 | Färjestad BK | 3–0             | HC Davos | Vaillant Arena |
|                         | Färjestad BK | (0:0, 0:0, 3:0) | HC Davos |                |

| Souhrn zápasu | Souhrn zápasu | Souhrn zápasu | Souhrn zápasu | Souhrn zápasu |
| ------------- | ------------- | ------------- | ------------- | ------------- |
|               |               |               |               |               |